# 埃莱姆里尔
埃莱姆里尔（法語：Hellemmes-Lille，法語發音：[ɛlɛm lil]）是法国北部省的一个旧市镇，属于里尔区。1977年，埃莱姆里尔并入市镇里尔。

## 地理
埃莱姆里尔（50°37'41.9"N, 3°6'36.0"E）面积3.34 平方千米，位于法国上法蘭西大區北部省，该省份为法国最北部的省份及最长的省份，西北濒北海，西接加来海峡省，南至埃纳省和索姆省，东与比利时接壤。
埃莱姆里尔的时区为UTC+01:00、UTC+02:00（夏令时）。

## 行政
埃莱姆里尔的邮政编码为59260，INSEE市镇编码为59298。

## 人口
埃莱姆里尔于2018年1月1日时的人口数量为18437人。